# Lockheed L-100 Hercules
Lockheed L-100 Hercules je civilna verzija vojnog transportnog zrakoplova C-130 Hercules kojeg proizvodi američka tvrtka Lockheed Corporation. Prvi let je izveden 20. travnja 1960. a razvijene su i duže inačice L-100-20 i L-100-30. Proizvodnja zrakoplova je završena 1992. sa 114 isporučenih aviona.
Bivša JNA je pocetkom 1991. narucila dva L-100-30, međutim do isporuke nikada nije doslo.

## Razvoj
1959. godine aviokompanija Pan American je naručila 12 transportnih zrakoplova GL-207 Super Hercules uz rok isporuke do 1962. Avioni su bili pokretani s četiri motora Allison T61 snage 6.000 KS te su bili 7,11 m duži od C-130B. Kasnije su avioprijevoznici Pan American i Slick Airways (koji je naručio šest zrakoplova) otkazali svoje narudžbe tako da neko vrijeme nisu razvijane druge inačice.
Lockheed je kasnije odlučio razviti komercijalnu verziju vojnog transportnog zrakoplova C-130 Hercules. Prototip L-100 (N1130E) je prvi puta poletio 20. travnja 1964. te je na tom letu prenosio teret 25 sati i jednu minutu. Zrakoplov je certificiran 16. veljače 1965. Proizveden je 21 transportni zrakoplov a prvu narudžbu je dao Continental Air Services 30. rujna 1965.
Slaba prodaja je dovela do razvoja nove dvije duže inačice - L-100-20 i L-100-30 a oba modela bila su ekonomičniji od izvornika. Isporučeno je ukupno 114 zrakoplova a njihova proizvodnja je završila 1992.
Nakon aviona Lockheed L-100 Hercules počeo se razvijati novi civilni model Lockheed Martin C-130J ali razvoj tog aviona je privremeno zaustavljen zbog Lockheedove usredotočenosti na razvoj i proizvodnju vojnih zrakoplova.

## Inačice
Civilne inačice su ekvivalent vojnog modela C-130E ali bez vojne opreme. Lockheed je razvio sljedeće verzije L-100:
- L-100 (Model 382) - jedan izgrađeni prototip koji je prvi puta poletio 1964. a pokreću ga četiri motora Allison 501-D22.
- L-100 (Model 382B) - proizvodna inačica.
- L-100-20 (Model 382E i Model 382F) - duža inačica certificirana 1968.
- L-100-30 (Model 382G) - duža inačica s produženim trupom za 2,03 m.

## Korisnici

### Vojni korisnici
Prema podacima iz siječnja 2009. 35 zrakoplova Lockheed L-100 Hercules koristila su sljedeća ratna zrakoplovstva:
- Alžir: alžirske zračne snage koriste tri zrakoplova.
- Angola: Nacionalne zračne snage Angole koriste jedan model L-100-30 za potrebe transporta.
- Filipini: filipinske zračne snage koriste četiri zrakoplova.
- Indonezija: indonezijsko ratno zrakoplovstvo je najveći vojni korisnik s deset Lockheedovih aviona L-100.
- Kuvajt: kuvajtske zračne snage primjenjuju tri L-100.
- Libija: libijsko ratno zrakoplovstvo koristi tri aviona.
- Peru: peruansko ratno zrakoplovstvo se služi s tri L-100.
- Saudijska Arabija: Kraljevske saudijske zračne snage koriste tri zrakoplova.

### Civilni korisnici
- Angola: Transafrik (pet aviona).
- JAR: Safair (devet aviona).[3]
- Kanada: First Air (dva aviona).
- Libija: Libyan Arab Air Cargo koristi tri zrakoplova.
- SAD: Lynden Air Cargo (šest aviona).

## Tehničke karakteristike (L-100-30)
Izvori podataka: The Complete Encyclopedia of World Aircraft The International Directory of Civil Aircraft
Osnovne karakteristike
- posada: 3-4 (dva pilota, navigator i inženjer leta)
- dužina: 34,37 m
- raspon krila: 40,4 m
- površina krila: 162,1 m²
- visina: 11,6 m

Letne karakteristike
- najveća brzina: 570 km/h (354 mph)
- ekonomska brzina: 540 km/h (336 mph)
- dolet: 2.470 km (1.535 milja)
- brzina penjanja: oko 9,3 m/sek. (oko 1.830 stopa/sek.)
- najveća visina leta: 7.000 m
- motor: 4× Allison 501-D22A turbofen motor

## Vidjeti također

### Slični zrakoplovi
- C-130 Hercules

### Usporedivi zrakoplovi
- Transall C-160
- Antonov An-12

## Vanjske poveznice
- Lockheed L-100 Hercules
- Usporedba Lockheed L-100 Hercules s drugim teretnim zrakoplovima  Arhivirana inačica izvorne stranice od 12. ožujka 2009. (Wayback Machine)